# Araldo Caprili
Araldo Caprili (Viareggio, 10 settembre 1920 – Viareggio, 9 gennaio 1982) è stato un calciatore italiano, di ruolo difensore.

## Caratteristiche tecniche
Era un difensore rapido e forte fisicamente; era anche ambidestro e non si limitava a difendere ma appena poteva si lanciava all'assalto dell'area avversaria, appoggiando il gioco con buona proprietà di palleggio.

## Carriera
Dopo essersi formato nel Labrone Livorno, va a Pontedera, dove fa appena in tempo ad 
esordire in Serie C, prima di partire per la guerra. Arruolato nella Regia Marina, imbarcato sull'incrociatore Pola, è coinvolto nel disastro di Capo Matapan vivendo l'incubo dell'affondamento della sua nave, sopravvivendo per ore in balia delle onde, circondato dai cadaveri dei compagni. Catturato dagli inglesi finisce nel campo di internamento di Zonderwater insieme ad altri prigionieri, tra cui Ezio Triccoli che al ritorno dalla prigionia avrebbe fondato a Jesi una importante scuola di scherma. 
Tornato in Italia alla fine del secondo conflitto mondiale, firma per la Juventus, senza però mai vedere il campo e alla fine della stagione passa in prestito al Viareggio, dove gioca un ottimo torneo di serie B mettendo a segno due reti e convincendo la dirigenza bianconera a riportarlo a casa. Nelle due stagioni gioca con discreta frequenza, mostrando le sue doti accanto a Boniperti, Rava e Parola, marcando gli attaccanti più forti della serie A dal calibro di Mazzola e Nordahl, segnando anche una rete nel 1947, contro la Sampdoria. Nell'estate del 1949 va alla Lucchese, dove trova la sua reale dimensione, mettendo insieme in tre anni mette più di settanta presenze in massima serie. 
Nel 1952 viene chiamato da Albino Buticchi a La Spezia nel campionato di promozione, lasciando il calcio giocato nel 1954 all'età di 34 anni.
Araldo Caprili è morto a Viareggio il 9 gennaio 1982 e sulla sua tomba volle il simbolo dell’Associazione Reduci di Zonderwater.